# Fredrik Christian Schübeler
Frederik Christian "Fritz" Schübeler (25 de septiembre de 1815 – 20 de junio de 1892) fue un botánico, médico, y profesor noruego.

## Biografía
Era originario de Fredriksstad, hijo de Gregers Frederik Schübeler (1790–1856) y de su esposa Louise Christine Engstrøm (1786–1846). Se casó dos veces. Una hija adoptada por él, Ingeborg Strengberg (1853–1918), se casó con el botánico y horticultor Carl Theodor Schulz.
En 1840, se graduó de la Universidad con el grado cand. med. Trabajó como médico en el "Hospital Nacional de Oslo" (Rikshospitalet) de 1841 a 1844; y en Odalen y Lillesand entre 1845 a 1847. Luego estudió botánica y horticultura en Europa, de 1848 a 1851 con una beca de la Real Sociedad Noruega de Desarrollo. Desde 1852, fue curador en el Museo Botánico de Kristiania. Solicitó el puesto de jardinero en 1857, pero fue rechazado por la resistencia de parte del profesor Mathias Blytt. Después de la muerte de Blytt, Schübeler fue nombrado profesor de botánica en 1864, y profesor titular en 1866. Al mismo tiempo, se convirtió en líder de la Jardín Botánico de la Universidad de Oslo, una posición que mantuvo hasta 1892.
Entre sus publicaciones más importantes fueron Die Culturpflanzen Norwegens, de 1862, Die Pflanzenwelt Norwegens (1873–1875) y Viridarium Norvegicum (tres vols. lanzados entre 1886 y 1889). Entre las publicaciones de divulgación científica popular están Havebog for Almuen, de 1856. En la actualidad, es considerado un teórico incompleto, con varias hipótesis erróneas, pero con contribuciones prácticas importantes. Por consiguiente, ha sido llamado "el primus inter pares de la horticultura noruega".

## Honores
Fue miembro fundante de la Sociedad de Horticultura de Noruega, en 1884, y se convirtió en un miembro honorario en 1885. En 1861, recibió un doctor honoris causa por la Universidad de Breslavia, y en 1865, fue galardonado con la medalla dorada, por la Real Sociedad Noruega del Desarrollo.